# Plassendale
Plassendale és un nucli a cavall entre Zandvoorde i el municipi d'Oudenburg a la província Flandes Occidental de Bèlgica.
Història
Durant la Guerra dels Vuitanta Anys Plassendale rep una posició estratègica per a l'exèrcit de l'ocupant espanyol, davant Oostende, la darrera ciutat en mans dels protestants. Els espanyols construeixen una línia de defensa amb fortificacions, una damunt les ruïnes de l'Abadia de Sant Pere al centre d'Oudenburg (1584-1585) i una segona prop de la resclosa de Plassendale (1585), a l'entorn del qual neix el poble.
Durant el govern d'Albert VII d'Àustria i Isabel d'Espanya el Canal Bruges-Oostende està excavat per desenclavar els Països Baixos austríacs. El 1623 es va construir la resclosa marítima de Plassendale i de 1638 a 1641 va seguir el Canal Plassendale-Nieuwpoort parcialment al llit de l'antic Ieperleet. A la segona meitat del segle xix aquestes infraestructures van ser eixamplades.
Avui

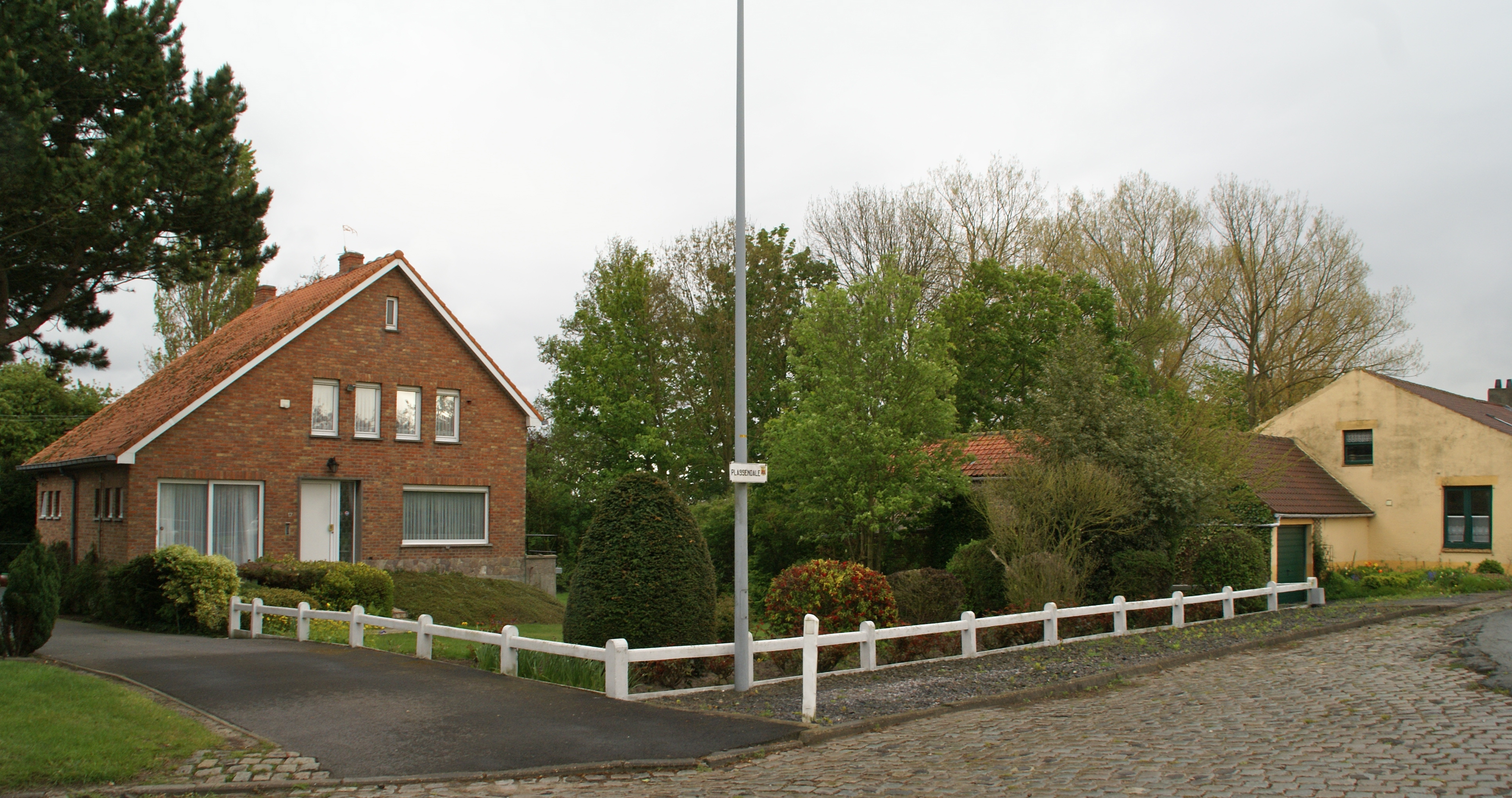
Unes cases típiques a Plassendale

Plassendale també és el nom d'una sèrie de cinq polígons industrials entre Oostende, Plassendale administrats pel port d'Oostende. Profita les bones connexions del nucli: l'autopista Oostende-Brussel·les, el ferrocarril i el canal Bruges-Oostende. L'altre canal fins a Nieuwpoort va perdre el seu paper econòmic però és aficionat pels navegants de plaer i els seus camins de sirga pels cicloturistes.
Des d'alguns anys, les ciutats d'Oostende i d'Oudenburg negocien sobre la construcció d'un port esportiu prop de la resclosa. Ja diverses vegades es va anunciar i diferir la seva inauguració. El 2015 el projecte va ser ajornat sine die.

## Nota
1. ↑  El nom del poble es confon sovint amb el municipi Passendale a mig camí entre Roeselare i Ieper.